# Pello Ruiz Cabestany
Pello Ruiz Cabestany, ook Peio Ruiz Cabestany, (San Sebastian, 13 maart 1962) is een voormalig Spaans wielrenner.

## Belangrijkste overwinningen
1980
- Spaans kampioen Achtervolging (baan), Junioren
- Spaans kampioen Ploegenachtervolging (baan), Junioren

1981
- Spaans kampioen Ploegenachtervolging (baan), amateurs

1982
- Spaans kampioen Achtervolging (baan), amateurs
- Spaans kampioen Ploegenachtervolging (baan), amateurs

1983
- Spaans kampioen ploegentijdrit, amateurs
- Spaans kampioen Puntenkoers (baan), amateurs
- Spaans kampioen Ploegenachtervolging (baan), amateurs
- Subida a Arrate
- Proloog GP Wilhelm Tell

1984
- 3e etappe du Tour de Valence

1985
- Eindklassement Ronde van het Baskenland
- Ronde van Nederland
- 17e etappe Vuelta a España

1986
- 4e etappe Tour de France
- 3e etappe Midi-Libre
- 5e etappe deel B Ronde van Catalonië

1987
- 3e etappe Ronde van Murcia
- 5e etappe Ronde van Murcia
- Eindklassement Ronde van Murcia
- Trofeo Luis Puig
- GP Llodio

1988
- 5e etappe Ronde van de Middellandse zee

1989
- 5e etappe deel B Ronde van Valencia
- Eindklassement Ronde van Valencia

1990
- 1e etappe Vuelta a España
- 20e etappe Vuelta a España

1993
- 3e etappe Bicicleta Vasca

## Resultaten in voornaamste wedstrijden
| Jaar | Ronde van Italië | Ronde van Frankrijk | Ronde van Spanje |
| ---- | ---------------- | ------------------- | ---------------- |
| 1984 |                  |                     | 15e              |
| 1985 |                  | 54e                 | 4e (1)           |
| 1986 |                  | 36e (1)             | 6e               |
| 1987 |                  | opgave              | opgave           |
| 1988 |                  |                     | 23e              |
| 1989 |                  |                     | 18e              |
| 1990 |                  | 12e                 | 4e (2)           |
| 1991 |                  | 33e                 | 6e               |
| 1992 |                  | 72e                 | 12e              |
| 1993 | opgave           |                     |                  |
| 1994 |                  |                     | 30e              |

| Jaar | Milaan-San Remo | Gent-Wevelgem | Ronde van Vlaanderen | Parijs-Roubaix | Luik-Bast.‑Luik | Clásica San Sebastián |  | WK op de weg |
| ---- | --------------- | ------------- | -------------------- | -------------- | --------------- | --------------------- |  | ------------ |
| 1984 |                 |               |                      |                |                 |                       |  |              |
| 1985 |                 |               |                      |                |                 |                       |  | 27e          |
| 1986 |                 |               |                      |                |                 |                       |  | 11e          |
| 1987 |                 |               |                      | 24e            |                 | 10e                   |  |              |
| 1988 |                 | 81e           |                      | 13e            | 45e             | 42e                   |  |              |
| 1989 |                 |               |                      | 51e            |                 | 43e                   |  |              |
| 1990 |                 |               |                      |                |                 | 19e                   |  | 15e          |
| 1991 | 24e             |               |                      |                | 56e             | 78e                   |  |              |
| 1992 |                 |               | 85e                  |                |                 | 29e                   |  |              |
| 1993 |                 |               |                      | 21e            | 57e             | 86e                   |  |              |
| 1994 |                 |               |                      |                |                 | 7e                    |  |              |